# Główny Lekarz Weterynarii
Główny Lekarz Weterynarii (GLW) – centralny organ administracji rządowej w Polsce, którego na wniosek ministra do spraw rolnictwa powołuje Prezes Rady Ministrów.
Został utworzony 1 stycznia 1999 roku jako odrębny organ, wyłączony z Ministerstwa Rolnictwa. W celu jego obsługi powołano Główny Inspektorat Weterynarii, a także wojewódzkich, powiatowych i granicznych lekarzy weterynarii.

## Obowiązki Głównego Lekarza Weterynarii
- ustala ogólne kierunki działania Inspekcji Weterynaryjnej i wydaje instrukcje określające sposób jej postępowania, w tym instrukcje dotyczące stosowania przez organy Inspekcji przepisów Unii Europejskiej
- koordynuje i kontroluje wykonywanie zadań przez wojewódzkich, powiatowych i granicznych lekarzy weterynarii
- może wydawać wojewódzkim, powiatowym i granicznym lekarzom weterynarii polecenia dotyczące podjęcia określonych czynności oraz żądać od nich informacji z zakresu ich działania
- współpracuje ze Światową Organizacją Zdrowia Zwierząt oraz innymi organizacjami międzynarodowymi
- dokonuje analiz i ocen sytuacji epizootycznej, bezpieczeństwa produktów pochodzenia zwierzęcego i wymagań weterynaryjnych przy ich produkcji
- opracowuje programy i plany dotyczące monitorowania zakażeń zwierząt oraz zapobiegania chorobom zakaźnym zwierząt i zoonozom lub biologicznym czynnikom chorobotwórczym wywołującym te choroby i ich zwalczania
- opracowuje krajowe programy i plany dotyczące monitorowania występowania substancji niedozwolonych, pozostałości chemicznych, biologicznych, produktów leczniczych i skażeń promieniotwórczych u zwierząt, w produktach pochodzenia zwierzęcego, w wodzie przeznaczonej do pojenia zwierząt i środkach żywienia zwierząt
- organizuje szkolenia dla urzędowych lekarzy weterynarii
- utrzymuje rezerwę szczepionek, biopreparatów, substancji i preparatów biobójczych oraz innych środków niezbędnych do diagnozowania i zwalczania chorób zakaźnych zwierząt i zoonoz lub biologicznych czynników chorobotwórczych wywołujących te choroby
- zarządza systemem wymiany informacji służącym kontroli przemieszczania zwierząt i produktów w handlu, przewozie i przywozie oraz wywozie
- prowadzi listę urzędowych lekarzy weterynarii upoważnionych przez organ Inspekcji Weterynaryjnej do wystawiania świadectw zdrowia
- wykonuje inne zadania określone w przepisach odrębnych
- współpracuje z organami centralnymi państw członkowskich Unii Europejskiej odpowiedzialnymi za przestrzeganie stosowania prawodawstwa weterynaryjnego lub organami, którym takie kompetencje zostały przekazane oraz Komisją Europejską w zakresie nadzoru nad przestrzeganiem prawodawstwa weterynaryjnego
- określa zadania do realizacji oraz nadzoruje ich wykonanie w sprawach objętych zakresem działania Biura Kontroli, Biura ds. Granic.

## Kierownictwo
- lek. wet. Krzysztof Jażdżewski – Główny Lekarz Weterynarii od 27 marca 2024[2]
- lek. wet. Paweł Meyer – zastępca Głównego Lekarza Weterynarii od 13 grudnia 2021[3]
- lek. wet. Jakub Kubacki – zastępca Głównego Lekarza Weterynarii od 19 kwietnia 2024[4]